# كاتلين كيوغ
كاتلين كيوغ (بالإنجليزية: Caitlin Keogh)‏ هي رسامة أمريكية، ولدت في 1982 في ألاسكا في الولايات المتحدة.